# Спортакадемклуб (баскетбольный клуб)
«Спортакадемклуб» — российский баскетбольный клуб из Москвы, существовавший в 1994—1998 годах.
Клуб появился в Малаховке при РГАФК под названием САБ и стал правопреемником команды МГУЛ Мытищи.
В сезоне 1994/95 высшей лиги на первом этапе в группе «Б» команда заняла первое место, на втором в группе Е1 — пятое, в дивизионе «Север» — третье. В сезоне 1995/96 САБ занял в высшей лиге 13 место из 27 команд.
С октября 1996 САБ был переименован в «Спортакадемклуб». На первом этапе сезона 1996/97 в дивизионе А занял второе место в группе из четырёх команд. На втором этапе в группе с 11 командами занял второе место с 25 победами и 15 поражениями, что позволило выйти в Суперлигу.
Главным тренером в сезоне 1997/98, как и раньше, был Николай Гришин, ранее работавший вторым тренером в ЦСКА. Консультантом команды стал Александр Гомельский. Почётный президент — Валерий Кузин, президент РФБ и ректор РГАФК. Бюджет — 750 тысяч долларов. На первом этапе в дивизионе «Запад» было одержано 8 побед при 14 поражениях, клуб занял 9 место из 12. На втором этапе в группе «Б» «Спортакадемклуб» занял 4 место и в 1/4 финала уступил «Автодору» 82:112, 84:105. В турнире за 5-8 места клуб проиграл все три матча.
В Суперлиге 1998/1999 команда провела 10 матчей, которые проиграла, но из-за финансовых проблем снялась также с розыгрыша Кубка Корача и прекратила существование.